# Джордж Хей, 8-й маркиз Твиддэйл
Джордж Хей, 8-й маркиз Твиддэйл (с 9 августа 1804) (англ. George Hay, 8th Marquess of Tweeddale; 1 февраля 1787, Боннингтон, Шотландия, Великобритания — 10 октября 1876, Йестер, Шотландия, Великобритания) — британский военачальник и государственный деятель, по происхождению шотландец, масон, фельдмаршал (29 мая 1875).

## Биография и военная карьера
Родился 1 февраля 1787 года в Боннингтоне, в Шотландии. Старший сын Джорджа Хея, 7-го маркиза Твиддэйла (1753—1804), и леди Ханны Шарлотты Мейтленд (1762—1804), дочери Джеймса Мейтленда, 7-го графа Лодердейла. Он получил образование в Royal High School в Эдинбурге. В июне 1804 года он был принят в чине энсина в 52-й пехотный полк.

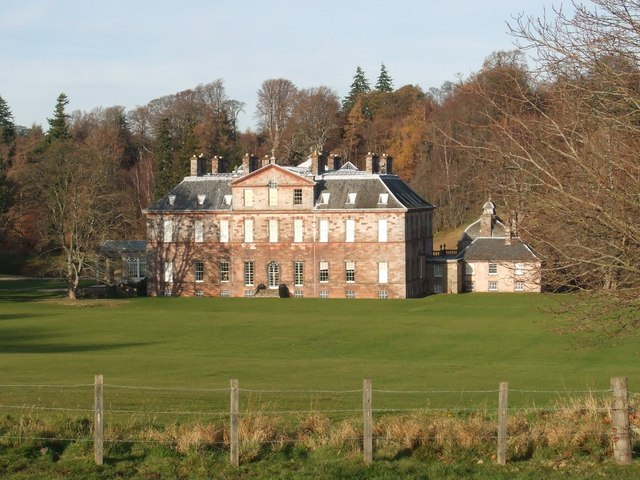
Йестер-хаус, фамильное имение маркизов Твиддэйл

В августе 1804 года Джордж Хей унаследовал титул маркиза Твиддэйла (его отец-тёзка умер в плену во Франции). 12 октября 1804 года ему был присвоен чин лейтенанта. Свое первое обучение он получил под командованием сэра Джона Мура в военном лагере в Шорнклиффе. Он служил адъютантом в Сицилии в 1806 году. Затем он перешёл в Гренадерскую гвардию в чине лейтенанта полка и капитана в армии 12 мая 1807 года. Во время Пиренейских войн Джордж Хей служил в качестве штабного офицера при герцоге Веллингтоне. В сентябре 1810 года был ранен в битве при Бусаку. Получив чин майора 41-го пехотного полка, он был помощником генерал-квартирмейстера в битве при Витории в июне 1813 года.
Джордж Хей участвовал в Англо-американской войне 1812 года в звании подполковника 100-го пехотного полка). Принимал участие в сражении при Чиппеве в июле 1814 года. В том сражении 1-й пехотный и 100-й пехотный пошли в наступление, из-за чего британская артиллерия прекратила огонь, чтобы не попасть по своим, а американские артиллеристы перешли от ядер к картечи, что привело к тяжёлым потерям британской пехоты. Когда линии противников вступили в перестрелку на дистанции 100 метров, американский генерал Уинфилд Скотт выдвинул вперёд фланги, сформировав свою бригаду в форме буквы «U», из-а чего британцы оказались под перекрёстным огнём. Джордж Хей едва не погиб, но был взят американцами в плен. Он был назначен компаньоном (кавалером) Ордена Бани в 1815 году. После войны в Северной Америке он вернулся в Шотландию и занимался улучшением своего родового имения.
С 1818 по 1820 год маркиз Твиддэйл занимал пост великого мастера Великой Ложи Шотландии. В июне 1818 года Джордж Хей был избран шотландским пэром-представителем в Палате лордов Великобритании, назначен рыцарем Ордена Чертополоха в 1820 году и стал лордом-лейтенантом Ист-Лотиана в феврале 1823 года. Он также был повышен до полковника 27 мая 1825 года и генерал-майора 10 мая 1837 года. Между тем, в своем поместье Йестер-хаус он был разработал усовершенствованный способ изготовления плитки для слива, который был запатентован в октябре 1839 года.

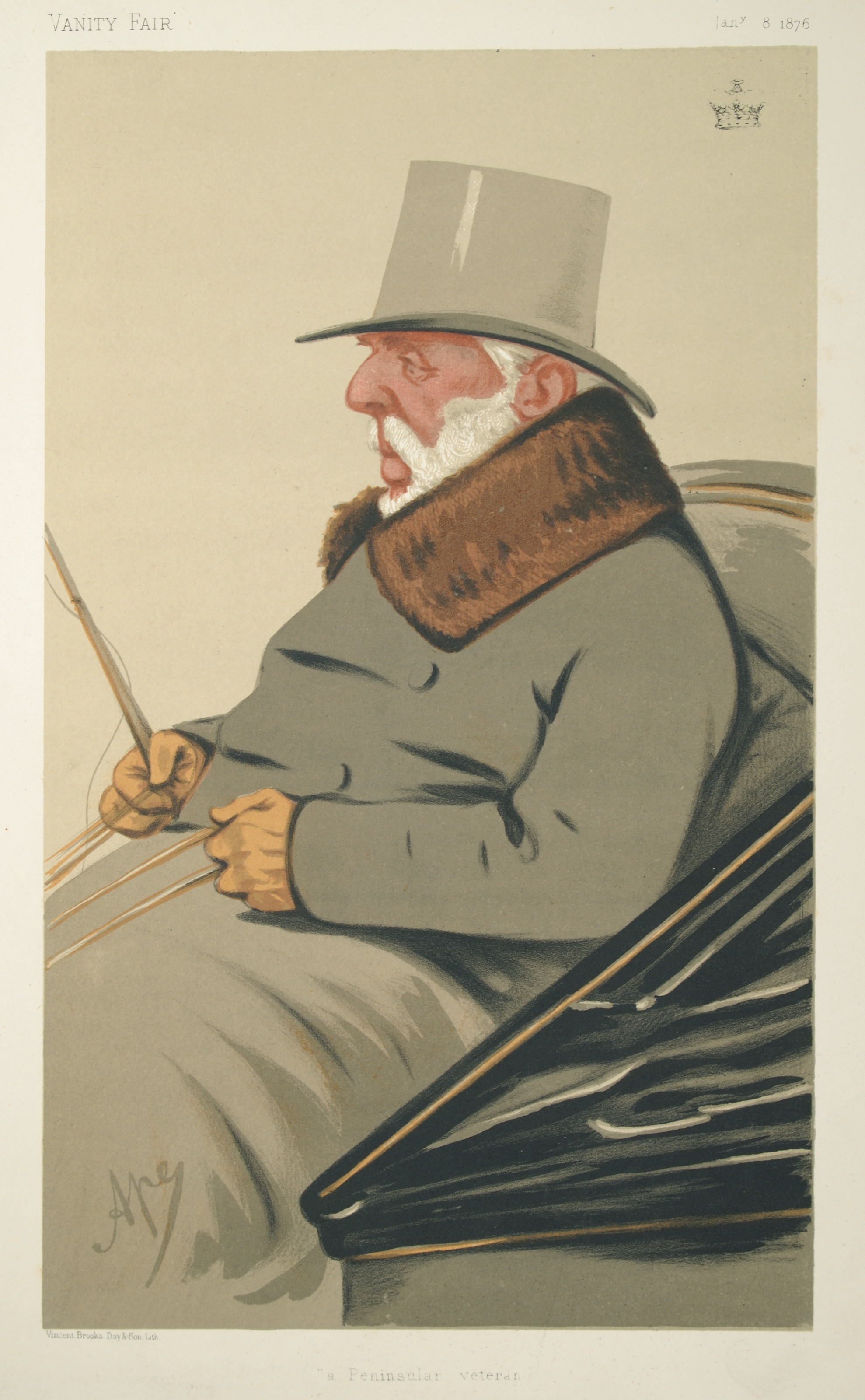
Карикатура на Джорджа Хея, 8-го маркиза Твиддэйла

В 1842 году Джордж Хей вернулся на государственную службу, когда был назначен губернатором Мадраса, а также, по специальному соглашению герцога Веллингтона, главнокомандующим армией Мадраса. В этой роли он восстановил дисциплину в армии. Произведён в генерал-лейтенанты 9 ноября 1846 года, он уволился с действительной службы и снова вернулся в свое поместье в Шотландии в 1848 году . Он был повышен до чина полного генерала 20 июня 1854 года. Он стал рыцарем-командором Ордена Бани 9 ноября 1862 года и рыцарем Большого креста Ордена Бани 13 марта 1867 года. Ему был присвоен чин фельдмаршала 29 мая 1875 года.
Маркиз Хей был полковником 30-го пехотного полка (1846—1862), 42-го пехотного полка (1862—1863) и 2-го лейб-гвардейского полка (1863—1876). Сильный человек, он сразу поехал на дилижансе из Лондона в Хаддингтон без привала или отдыха. Джордж Хей умер после травм, полученных во время пожара в своем доме в Йестер-хаусе 10 октября 1876 года, и был похоронен в семейной усыпальнице в церкви святого Кутберта в Йестере в Шотландии.

## Брак и дети
28 марта 1816 года маркиз Твиддэйл женился на леди Сьюзан Монтегю (18 сентября 1797 — 5 марта 1870), младшей дочери Уильяма Монтегю, 5-го герцога Манчестера (1771—1843), и леди Сьюзан Гордон (1774—1828). У супругов было четырнадцать детей:
- Леди Сьюзан Джорджиана Хей (13 марта 1817 — 6 мая 1853), с 1836 года замужем за 1-м маркизом Дальхузи (1812—1860)
- Леди Ханна Шарлотта Хей (1818 — 10 ноября 1887), с 1843 года замужем за Саймоном Уотсоном-Тейлором (1811—1902)
- Леди Луиза Джейн Хей (1819 — 9 сентября 1882), с 1841 года замужем за Робертом Рэмси (? — 1882)
- Леди Элизабет Хей (27 сентября 1820 — 13 августа 1904), замужем за 2-м герцогом Веллингтоном (1807—1884).
- Джордж Хей, граф Гиффорд (22 апреля 1822 — 22 декабря 1862), женат с 1862 года на Хелен Селине Шеридан (? — 1867)
- Леди Миллисент Хей (1823—1826)
- Артур Хей, 9-й маркиз Твиддэйл (9 ноября 1824 — 29 декабря 1878), второй сын и преемник отца
- Уильям Монтег Хей, 10-й маркиз Твиддэйл (27 января 1826 — 25 ноября 1911)
- Лорд Джон Хей (23 августа 1827 — 4 мая 1916), адмирал
- Леди Джейн Хей (1830 — 13 декабря 1920), с 1863 года замужем за генералом, сэром Ричардом Тейлором (1819—1904)
- Леди Джулия Хей (1831—1915)
- Лорд Чарльз Эдвард Хей (1833—1912)
- Лорд Фредерик Хей (1835—1912)
- Леди Эмили Хей (1836 — 4 апреля 1924), с 1856 года замужем за сэром Робертом Пилем, 3-м баронетом (1822—1895).